# Megastethodon humboldtianus
Megastethodon humboldtianus är en insektsart som beskrevs av Victor Lallemand och Synave 1955. Megastethodon humboldtianus ingår i släktet Megastethodon och familjen spottstritar. Inga underarter finns listade i Catalogue of Life.